# Joseph Ier (prince de Liechtenstein)
 (mars 2019).
Si vous disposez d'ouvrages ou d'articles de référence ou si vous connaissez des sites web de qualité traitant du thème abordé ici, merci de compléter l'article en donnant les références utiles à sa vérifiabilité et en les liant à la section « Notes et références ».
Pour les articles homonymes, voir Joseph Ier.
Joseph Ier de Liechtenstein, né le 25 mai 1690, mort le 17 décembre 1732, est le sixième prince du Liechtenstein.

## Mariage et descendance
Le 1er décembre 1712, Joseph se marie avec sa cousine Maria Gabriele, princesse du Liechtenstein (12 juillet 1692 - 7 novembre 1713). Elle meurt moins d'un an après leur mariage. Ils ont eu un enfant: 
- Prince Karl Anton Joseph Adam Bruno (6 octobre 1713 - 25 mars 1715).

Le 3 février 1716, Joseph se marie en deuxièmes noces à Marianne, comtesse de Thun und Hohenstein (27 septembre 1698 - 23 février 1716). Elle meurt rapidement après le mariage.
Le 3 août 1716, Joseph se marie en troisièmes noces à Maria Anna Katharina, comtesse de Oettingen-Spielberg (21 septembre 1693 - 15 avril 1729). Ils ont ensemble cinq enfants :
- la princesse Maria Eleonore Johanna Walburga Josepha (8 juin 1717 - 1er juillet 1718) ;
- le prince Joseph Anton Franz Johann Nepomuk (17 avril 1720 - 28 novembre 1723) ;
- la princesse Maria Theresia Eleonora Walburga Innocentia (28 décembre 1721 - 19 janvier 1753), marié à Joseph Ier de Schwarzenberg, dont descendance ;
- Jean-Népomucène (6 juillet 1724 - 22 décembre 1748), futur prince de Liechtenstein ;
- la princesse Maria Elisabeth Eleonore (enfant -mort-né).

Le 22 juillet 1729, il se marie en quatrièmes noces à Maria Anna, comtesse de Kottulinsky von Kottulin (12 mai 1707 - 6 février 1788). Ils ont eu deux enfants :
- le prince Anton Thomas Joseph Franz de Paula Johann Nepomuk Adam (21 décembre 1730 - 1731) ;
- la princesse Maria Anna Josefa Antonia Franz de Paula (2 avril 1733 - 10 décembre 1734).